# Moses Waiswa
Moses Waiswa Ndhondhi (ur. 20 kwietnia 1997 w Kampali) – ugandyjski piłkarz grający na pozycji ofensywnego pomocnika. Od 2022 jest zawodnikiem klubu KCCA FC.

## Kariera klubowa
Swoją karierę piłkarską Waiswa rozpoczął w szwedzkim klubie Växjö United FC, w którym zadebiutował w 2016 roku. W tym samym roku przeszedł do Vipers SC. W sezonie 2017/2018 wywalczył z nim mistrzostwo Ugandy.
W 2019 roku Waiswa został piłkarzem południowoafrykańskiego klubu Supersport United FC. Swój debiut w nim zaliczył 24 stycznia 2020 w wygranym 3:0 domowym meczu z Chippa United FC. Zawodnikiem Supersport United był przez trzy sezony.
Latem 2022 Waiswa przeszedł do KCCA FC.

## Kariera reprezentacyjna
W reprezentacji Ugandy Waiswa zadebiutował 23 marca 2017 roku w zremisowanym 1:1 towarzyskim meczu z Kenią, rozegranym w Machakos.